# Jewison Bennette
Artikeln följer den spanska namnseden; faderns efternamn är Bennette och moderns efternamn Villegas.
Jewison Francisco Bennette Villegas, född 15 juni 2004 i Heredia, är en costaricansk fotbollsspelare som spelar för Sunderland och Costa Ricas landslag.

## Landslagskarriär
Bennette debuterade för Costa Ricas landslag den 22 augusti 2021 i en 0–0-match mot El Salvador. I november 2022 blev Bennette uttagen i Costa Ricas trupp till VM 2022.

## Privatliv
Jewison Bennettes far Jewisson Bennette spelade också för Herediano och Costa Ricas landslag, liksom hans farbror Try Bennett.